# ちびギャラ
『ちびギャラ』は、ボンボヤージュ著の大人向け絵本。ボンボヤージュのホームページのコーナー「ちびギャラリー」から派生した。
2002年より刊行。シリーズ化されており、全9冊が刊行された。独特のキャラクターと、添えられた一言が特徴。
シリーズ累計発行部数は156万部を突破している。

## 書籍情報
ゴマブックスから発行されている。

### 絵本
- ちびギャラ（ISBN 4901465538）
- ちびギャラにっ（ISBN 4901465678）
- ちびギャラさんっ（ISBN 4777100049）
- ちびギャラよんっ（ISBN 4777100367）
- ちびギャラごっ（ISBN 4777100677）
- ちびギャラろくっ（ISBN 4777102556）
- ちびギャラななっ（ISBN 4777105172）

### ポストカードブック
- ちびギャラポストカードブック（ISBN 4777100502）
- ちびギャラポストカードブックにっ（ISBN 4777100820）
- ちびギャラポストカードブックさんっ（ISBN 4777101835）